# Vlag van Meierijstad

vlag van de gemeente Meierijstad

De vlag van Meierijstad is op 13 maart 2019 bij raadsbesluit vastgesteld als de gemeentelijke vlag van de Noord-Brabantse gemeente Meierijstad. De vlag kan als volgt worden beschreven:
Drie even hoge banen van blauw, zwart en geel; op de blauwe baan een gele burcht met twee zijtorens, op de zwarte baan een schuinkruis, de armen geblokt van rood en wit, op de gele baan drie wassenaars van zwart, geplaatst twee en een; de stukken op alle banen zijn gecentreerd op 1/3 van de vlaglengte.
De vlag is een samenvoeging van de vlaggen van de drie voorgaande gemeenten (Schijndel, Sint-Oedenrode en Veghel) en is ontworpen door Platform Erfgoed Meierijstad, in samenwerking met de Noord-Brabantse Commissie voor Vlag- en Wapenkunde. De afwijkende kleuren van de bovenste baan met de toren van Sint-Oedenrode ten opzichte van die in het gemeentewapen zijn historisch verantwoord: zij zijn gelijk aan die in het wapen en de vlag van de voormalige gemeente. Deze keuze voor de blauwe baan op de vlag is bewust: deze baan symboliseert de watergangen de Aa en de Dommel, die door de gemeente stromen.

## Verwante afbeeldingen

Verwante vlaggen
Vlag van Schijndel
Vlag van Sint-Oedenrode
Vlag van Veghel

Verwante wapens
Wapen van Meierijstad
Wapen van Schijndel
Wapen van Sint-Oedenrode
Wapen van Veghel

Alphen-Chaam · Altena · Asten · Baarle-Nassau · Bergeijk · Bergen op Zoom · Bernheze · Best · Bladel · Boekel · Boxtel · Breda · Cranendonck · Deurne · Dongen · Drimmelen · Eersel · Eindhoven · Etten-Leur · Geertruidenberg · Geldrop-Mierlo · Gemert-Bakel · Gilze en Rijen · Goirle · Halderberge · Heeze-Leende · Helmond · 's-Hertogenbosch · Heusden · Hilvarenbeek · Laarbeek · Land van Cuijk · Loon op Zand · Maashorst · Meierijstad · Moerdijk · Nuenen, Gerwen en Nederwetten · Oirschot · Oisterwijk · Oosterhout · Oss · Reusel-De Mierden · Roosendaal · Rucphen · Sint-Michielsgestel · Someren · Son en Breugel · Steenbergen · Tilburg · Valkenswaard · Veldhoven · Vught · Waalre · Waalwijk · Woensdrecht · Zundert